# Ichneumon nigellus
Ichneumon nigellus är en stekelart som beskrevs av Gmelin 1790. Ichneumon nigellus ingår i släktet Ichneumon och familjen brokparasitsteklar. Inga underarter finns listade i Catalogue of Life.